# Gespikkelde duif
De gespikkelde duif of guineaduif (Columba guinea) is een vogel uit de familie van de duiven (Columbidae).

## Kenmerken
Deze duif is 32 tot 35 centimeter lang en weegt tussen de 219 en 390 gram. De kop, borst en buik zijn blauwgrijs. De stuit is zilverkleurig en de mantel en vleugeldekveren zijn roodachtig tot violetkleurig. Omdat de vleugeldekveren een lichte driehoekige punt hebben, lijkt de duif sterk gestippeld. Om de ogen heeft de duif een rode rand zonder veren.

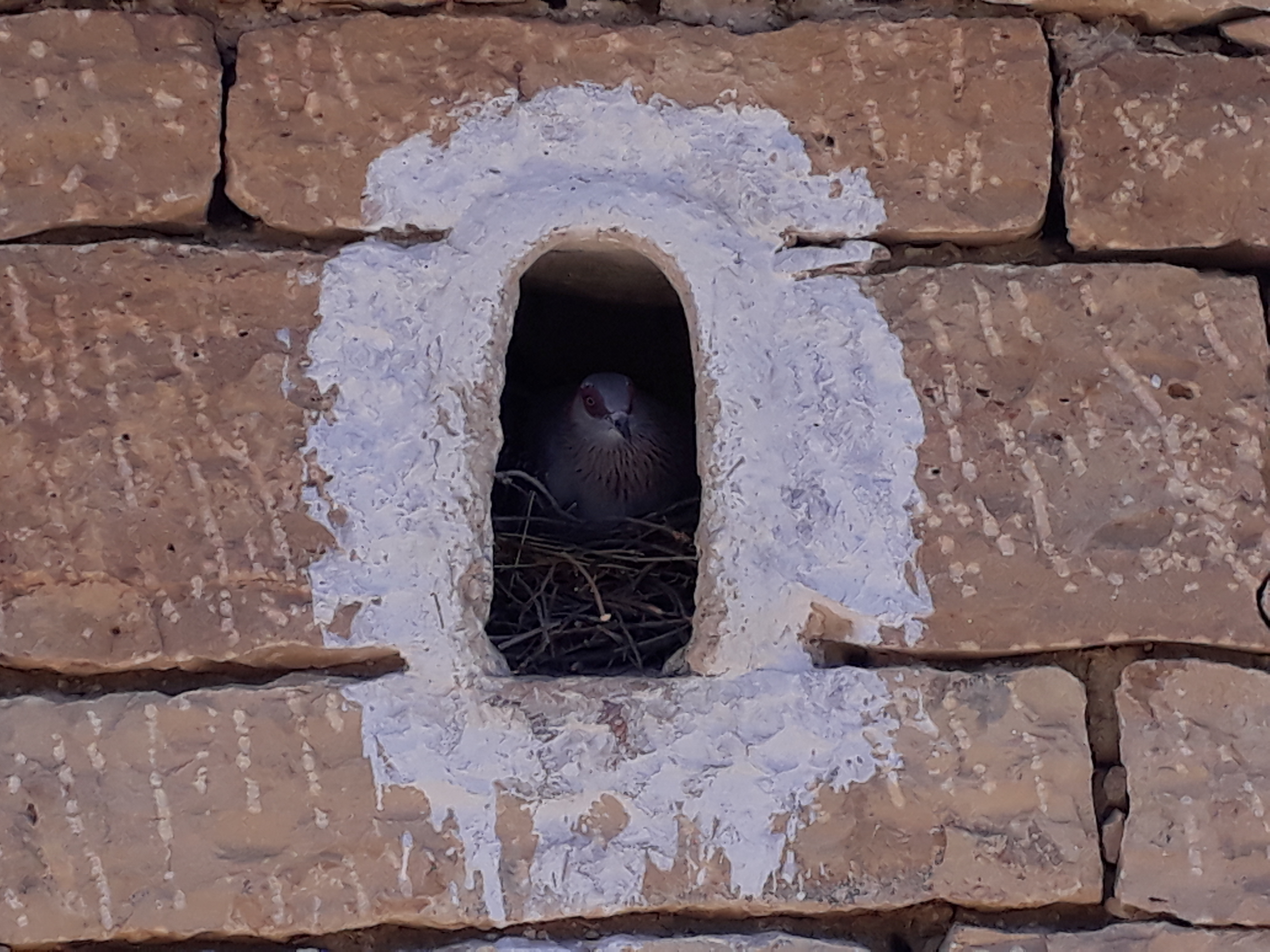
Nestkast voor Columba guinea in de muur van een traditioneel huis in Dogu'a Tembien (Ethiopië)

## Verspreiding en leefgebied
Deze soort komt wijdverspreid voor in Afrika en telt twee ondersoorten:
- C. g. guinea: van Mauritanië tot Ethiopië zuidelijk naar Congo-Kinshasa en noordelijk Malawi.
- C. g. phaeonota: van zuidwestelijk Angola tot Zimbabwe en Zuid-Afrika.

Het leefgebied is zeer gevarieerd en bestaat uit open en halfopen landschappen zoals savanne, maar ook tuinen en bos. In Ethiopië is de vogel talrijk in zowel weidegebieden als in bossen. In sommige gebieden breidt de vogel zich uit binnen stedelijk gebied.

## Leefwijze
De vogels komen zowel in zwermen als solitair voor, maar gewoonlijk toch alleen of paarsgewijs. Bij voldoende voedsel kunnen hun aantallen groot zijn. De vogel is zowel te land als in de lucht erg snel en behendig. De aan zee levende vogels bouwen hun nesten in rotsspleten en -holen.

## Voortplanting
Het nest is vrij stevig en wordt bij voorkeur gebouwd in de oksel van het blad van de borassuspalm, maar ook wel in boomholten, gaten van klippen en zelfs in oude gebouwen en ruïnes. De twee eieren worden bebroed door het vrouwtje voor ruim twee weken. Na 20 tot 23 dagen verlaten de jongen het nest. De aan zee levende vogels bouwen hun nesten in rotsspleten en -holen.

## Status
De grootte van de populatie is niet gekwantificeerd. De vogel is bijna overal in het verspreidingsgebied een algemene soort. Om deze reden staat de gespikkelde duif als niet bedreigd op de Rode Lijst van de IUCN.

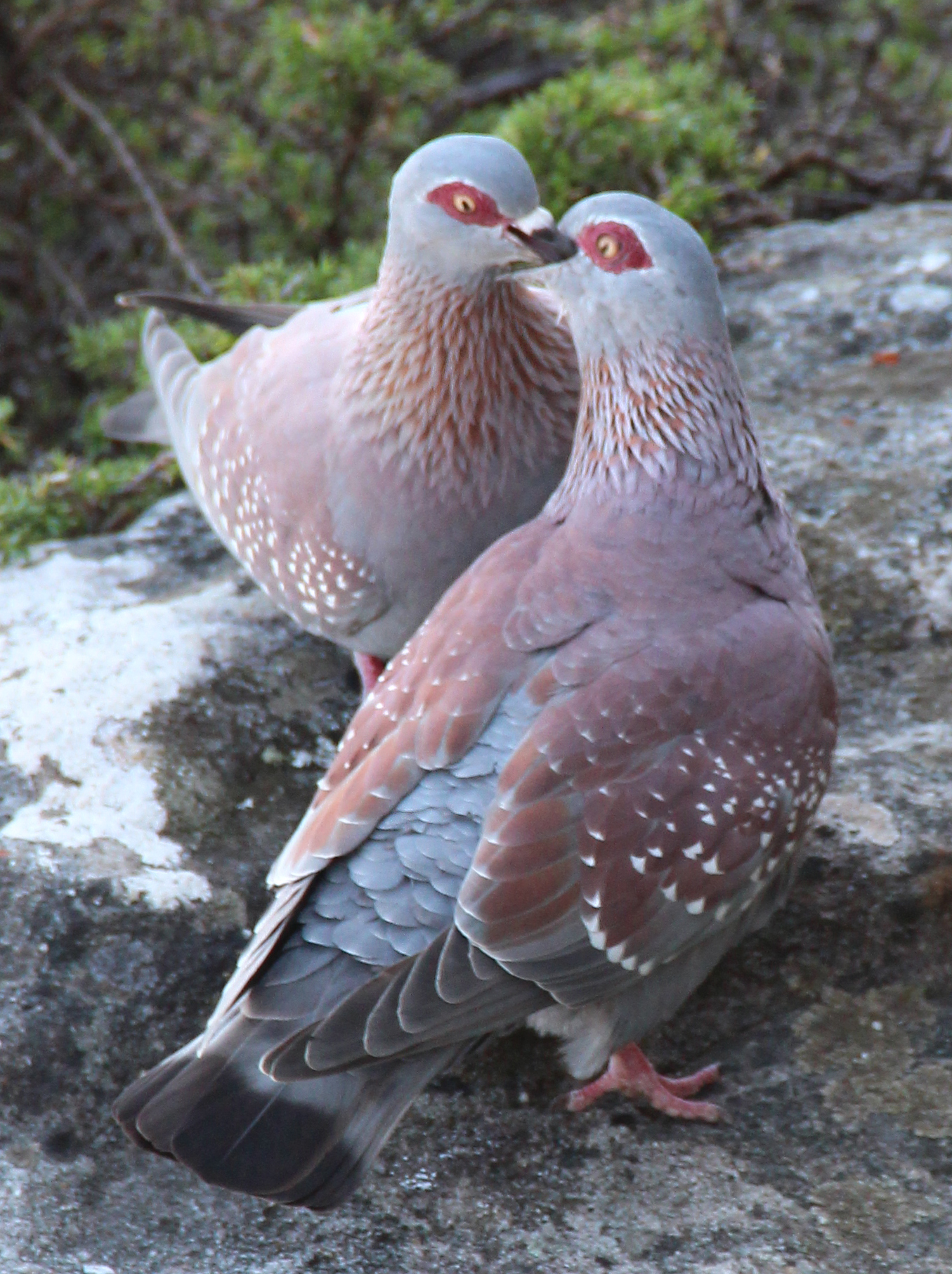
Doffer en duivin op de Tafelberg